# Below
Below — компьютерная игра в жанрах action-adventure и roguelike, разработанная и изданная канадской студией Capybara Games. Выпуск состоялся 14 декабря 2018 года для PC-совместимых компьютеров на операционной системе Windows и для игровой приставки и Xbox One. Версия игры для PlayStation 4 вышла 7 апреля 2020 года.

## Разработка
Игра была разработана командой разработчиков Capybara Games из Торонто, Канада. Впервые она была анонсирована на игровой выставке Electronic Entertainment Expo в 2013 году. Разработка велась в течение нескольких лет. Capybara Games сравнивают Below с roguelike-играми прошлого, беря во внимание такие игровые элементы, как высокую сложность и частую смерть персонажа. Натан Велла, лидер Capybara Games, назвал игру самой функциональной, а также самой продолжительной по времени и сложности разработки среди остальных проектов студии.

## Критика
| Сводный рейтинг    | Сводный рейтинг                        |
| Агрегатор          | Оценка                                 |
| ------------------ | -------------------------------------- |
| GameRankings       | - (PC) 70,20 % - (XONE) 68,75 %        |
| Metacritic         | (PC) 67/100 (PS4) 70/100 (XONE) 70/100 |
| Иноязычные издания |                                        |
| Издание            | Оценка                                 |
| Destructoid        | 6,5/10                                 |
| Game Informer      | 7,5/10                                 |
| GameSpot           | 6/10                                   |

Игра получила в основном положительные отзывы от критиков. На сайте-агрегаторе рецензий Metacritic версия игры для PC получила оценку 67/100, версия для PlayStation 4 и Xbox One — 70/100.
Ти Хейфер из IGN высоко оценил графическую составляющую Below, а также похвалил атмосферу музыкального сопровождения, однако он сказал, что разработчики слишком опирались на элементы roguelike, что выражалось, например, в мгновенной смерти персонажа. По мнению Хейфера, такой темп игры «противоречит дизайнерским идеям игры».